# CFR Călători
CFR Călători este o companie de transport feroviar de persoane din România, deținută de stat, înființată în anul 1998, prin reorganizarea fostului SNCFR de către Traian Băsescu, pe atunci ministru al Transporturilor.
În anul 2015 a pus în circulație zilnic aproximativ 1.300 de trenuri.

Sigla CFR Călători

CFR Călători primește anual peste un miliard de lei de la bugetul de stat pentru a putea asigura activitatea de transport feroviar de călători.
Fluxul de călători transportați a înregistrat o creștere de 15,7% în anul 2014 (56.122.000 pasageri) față de anul 2013.

## Date generale
Număr de angajați:
- 2020: 12.080

- 2019: 12.600

- 2018: 12.800
- 2017: 12.700

- 2016: 12.500
- 2015: 12.500

- 2014: 13.200[2]
- 2008: 17.000[1]

Cifra de afaceri:
- 2020: 1,8 miliarde lei

- 2019: 2,1 miliarde lei

- 2018: 1,98 miliarde lei

- 2017: 1,97 miliarde lei

- 2016: 1.85 miliarde lei
- 2015: 1,90 miliarde lei
- 2014: 2 miliarde lei

- 2013: 1646 milioane lei

Profit net
- 2020: 354 milioane lei (pierderi)

- 2019: 161 milioane lei (pierderi)

- 2018: 82 milioane lei (pierderi)

- 2017: 20 milioane lei (pierderi)

- 2016: 32 milioane lei (profit)
- 2015: 31 milioane lei (profit)
- 2014: 69 milioane lei (profit)

- 2013: 408 milioane lei (pierderi)

În ultimii ani, CFR Călători a pierdut cotă de piață în fața firmelor private. Compania concurează cu firme precum Regio Călători, Transferoviar Călători, InterRegional Călători , Softrans sau Astra Trans Carpatic.

## Servicii oferite pentru călători
CFR Călători opera până la data de 9 decembrie 2011 opt tipuri de trenuri atât pe teritoriul țării cât și în trafic internațional. Tipurile de trenuri ale CFR Călători erau:
- Personal (P), numerotate de la 2000 la 9999
- Accelerat (A), numerotate de la 1000 la 1999
- Rapid (R), numerotate de la 200 la 499, de la 600 la 999 si de la 10000 la 14999
- Rapid Internațional (RI), numerotat de la 300 la 499
- Inter City (IC), numerotate de la 500 la 599
- Euro Night (EN), cu aceleași tarife ca un rapid; la sfârșitul perioadei de existență a acestui tip de tren circula o singură pereche de trenuri EN, ele fiind clasificate ca rapidul 370/371 „Ister”, pe ruta–București Nord–Budapest Keleti)
- Euro City (EC), în această categorie fiind inclus EC 46/47 „Traianus” (care a circulat între Budapesta-București Nord, ruta lui fiind ulterior limitată și deviată la Budapesta-Timișoara)
- Special (S), numerotate de la S1 la S9

După data de 11 decembrie 2011, odată cu schimbarea mersului trenurilor și revenirea la organizarea pe 8 regionale de călători, rangurile trenurilor au devenit doar 3, modificare efectuată în urma acordurilor și armonizării cu practica mai multor companii feroviare europene. De la 1 aprilie 2021, compania de stat a introdus un nou rang, mai accesibil pentru călători din punct de vedere al prețului.
- Regio (R)–fostele trenuri personale, oprește de regulă în toate stațiile și haltele de pe parcurs.
- Regio-Expres (R-E) - are un tarif scăzut, la nivelul trenurilor Regio,  însă beneficiază de viteza și confortul trenurilor InterRegio, precum și de rezervare pentru loc.
- InterRegio (IR)–fostele trenuri rapid și accelerat, care aveau anterior standarde similare de viteză, stații în care opresc și confort; trenurile IR opresc în stațiile mari și mijlocii de pe parcurs. Prețul este o medie între cele ale fostelor rapide și accelerate.
- InterCity (IC)–similar trenurilor anterioare cu același rang.

Ocazional, la trenurile cu parcurs noaptea, unde se adauga vagoane tip cuseta, trenurile devin InterRegioNight (IRN).

### Regio

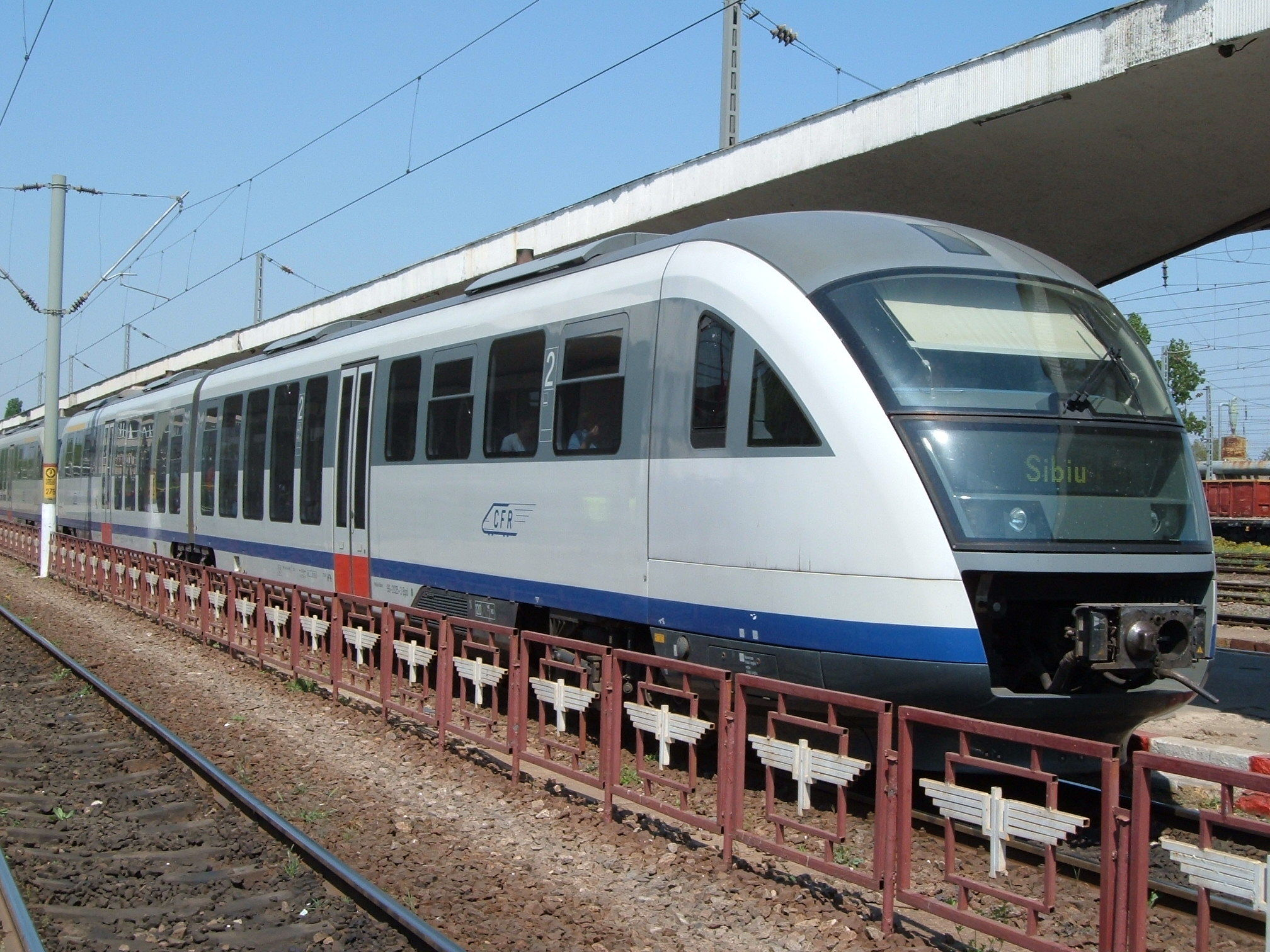
Trenul personal Craiova-Sibiu

Trenurile regionale sunt cele mai folosite trenuri oferite de CFR Călători. Sunt folosite pentru două mari scopuri: pentru a face legătura dintre un oraș și comunele apropiate sau pentru a face legătura dintre două orașe învecinate.
Trenurile Regio au cea mai mică viteză medie (34,3 km/h în 2004), au cele mai slabe condiții (de obicei cele mai vechi vagoane dar uneori și Siemens Desiro (Săgeata Albastră)) și au o reputație ca fiind foarte lente, aglomerate și de obicei neîncăpătoare dar și tarife mult mai reduse decât celelalte tipuri și ranguri de tren.
Trenurile Regio circulă pe rute locale și, de obicei, opresc în fiecare stație, cu rare excepții. Există totuși și trenuri Regio care circulă pe distanțe medii și chiar mari.
Exemple de trenuri regionale care circulă pe distanțe de peste 200 km:
- București Basarab–Craiova (208 km)
- Arad–Teiuș (231 km)
- Cluj Napoca–Sighetu Marmației (223 km)
- Timișoara Nord–Târgu Jiu (345 km)
- Timișoara Nord–Petroșani(295 km)
- Timișoara Nord–Drobeta Turnu Severin (210 km)
- Teiuș–Brașov (229 km)
- Sibiu–Târgu Mureș (204 km)
- Constanța–București Obor (215 km)
- Constanța–Buzău (208 km)
- Brașov–Târgu Mureș (282 km)
- Brașov–Deda (228 km)

Tarifele pentru acest tren sunt cele mai mici deoarece nu se plătește un supliment de viteză, ci doar legitimația de călătorie, bazată pe distanță și clasă. Locurile nu sunt rezervabile.
Majoritatea trenurilor personale sunt formate din vagoane compartimentate sau necompartimentate, cu unul sau două nivele dar și de automotoare sau rame electrice. De obicei, trenurile sunt compuse numai din vagoane clasa a doua sau și vagoane de clasa întâi tarifate și retrogradate ca și vagoane de clasa a doua. Condițiile oferite pentru legătura dintre două orașe învecinate (cum ar fi București–Pitești) sunt mai bune decât cele de pe rutele rurale (Roșiori de Vede Nord-Alexandria). În 2007 majoritatea trenurilor personale aveau numai vagoane clasa a doua. Vagoanele au mai multe scheme de vopsire și sunt construite în anii '70-'80 și modernizate mai apoi. CFR a modernizat o parte din vagoanele supraetajate și o parte din acestea au fost puse în circulație pe trenurile personale (București-Brașov) și accelerate.
Din 2007 situația acestor trenuri s-a mai îmbunătățit, câteva garnituri de pe rutele Sibiu-Brașov, Sibiu-Craiova, Cluj Napoca-Oradea fiind dotate cu automotoare Siemens Desiro („Săgeata Albastră”). Alte garnituri de pe rute precum Teiuș–Brașov, Brașov–Sfântu Gheorghe, Cluj-Napoca–Bistrița, Teiuș–Cluj-Napoca, Suceava-Cacica au fost dotate cu automotoare clasa 58, aduse din Franța (rame electrice cu 3 vagoane) și Luxemburg (rame electrice cu 2 vagoane), la începutul lui 2007, după ce fuseseră folosite mai întâi de aceste țări. Este vorba de rame tip Z6100. În plus, vagoane mai vechi ce înainte au circulat pe trenurile accelerate și rapide au început să fie utilizate pe trenurile personale. De asemenea, pe unele trenuri Regio se utilizează vagoane etajate modernizate (Cluj Napoca–Bistrița Nord sau Cluj Napoca–Vințu de Jos.

#### Legături metropolitane ale Bucureștiului
Din 4 martie 2009 până în 2014-15 au circulat trenurile „Henri Coandă Expres” care făceau legătura între stația București-Nord și Balotești, cu oprire în stația P.O. Aeroport, prin care va asigura transferul pasagerilor și al persoanelor interesate la și de la Aeroportul Internațional Henri Coandă. Cele 18 perechi de trenuri destinate acestui serviciu circulă în regim cadențat, la interval de o oră, în graficul orar 05.15–23.23. Transferul pasagerilor de la Punctul de Oprire Aeroport până la terminalele Aeroportului Internațional Henri Coandă se realizează cu autocare operate tot de compania feroviară, care circulă în corelație trenurile. Trenurile circulă cu rang de tren Regio pe ruta București-Nord–Balotești, dar până la Punct de Oprire Aeroport circulă fără oprire și sunt formate din automotoare Siemens Desiro („Săgeata Albastră”). În prezent legătura feroviară spre Aeroportul Internațional Henri Coandă se realizează cu ajutorul trenurilor cu tranzit prin acea stație.

### InterRegio
Trenurile InterRegio sunt folosite pentru distanțe lungi și medii și opresc (în general) numai în orașe. La trenurile InterRegio sunt folosite garnituri moderne și au o viteză medie mai mare (67 km/h în 2004). Prețul biletelor este mai ridicat, deoarece se plătește și un supliment, pe lângă prețul legitimației de călătorie. Trenurile InterRegio necesită rezervare de locuri. Sunt folosite și pentru distanțe foarte mari, cum ar fi Iași–Timișoara Nord, București Nord–Satu Mare, București Nord–Oradea, București Nord–Sighetu Marmației, Oradea–Constanța, Timișoara Nord–Botoșani. Chiar și pe distanțe lungi trenurile InterRegio opresc de obicei în gările din fiecare oraș.
Garnitura trenurilor Inter-Regio constă numai din vagoane de tip salon, clasa I sau a II-a. Din anul 2008 pe multe relații au fost înlocuite vagoanele vechi cu garnituri modernizate, exemple în acest sens sunt : Oradea–București Nord–Constanța, București Nord– Timișoara, București Nord–Satu Mare, București Nord–Sighetul Marmației, București Nord–Vatra Dornei, București Nord–Bacău, București Nord–Iași, București Nord–Galați, Timișoara Nord–Cluj Napoca–Iași, Iași–Constanța, Galați–Brașov. 
În ultimii ani CFR a început modernizarea trenurilor Inter-Regio. Au fost de asemenea introduse și automotoare Desiro (Săgeata Albastră) pentru distanțe mici (de exemplu București–Pitești, București–Târgoviște, București–Câmpulung, București Nord–Râmnicu Vâlcea sau București Nord–Tulcea, Oradea–Timișoara, Timișoara Nord–Sibiu, Cluj-Napoca–Sibiu Craiova–Sibiu). Trenurile Inter-Regio de distanțe lungi oferă vagoane cușetă și vagoane de dormit. Sunt folosite în general pentru a face legătura între București și celelalte orașe ale țării, dar și pe rute precum Iași-Timișoara Nord.
De asemenea, în premieră, în anul 2007, au fost introduse în circulație trenuri InterRegio cu mers cadențat între București-Nord–Pitești și Craiova sau București Nord–Târgoviște.
De asemenea IR-urile circulă și în trafic internațional și aici pot fi menționate legăturile Bucureștiului cu Budapesta, Sofia (sezonier), Istanbul (sezonier), Viena, dar și Brașov–Budapesta, Timișoara–Budapesta.
Garnitura trenurilor IR sunt un obiectiv al planului de modernizare al CFR. Mai multe vagoane au fost modernizate cu aparate de aer condiționat și toalete ecologice. Cu toate acestea, unele garnituri (în general pe rute mai puțin circulate) nu s-au modificat. Din 2003 au fost introduse automotoarele Desiro (Săgeata Albastră) pentru trenurile rapide care circulă pe distanțe medii. Majoritatea vagoanelor de trenuri InterRegio sunt vopsite în schema Express și sunt de tip salon. Noile vagoane, aduse începând cu anul 2006, sunt necompartimentate, majoritatea fiind dotate cu aer condiționat (seriile 21-76,21-86 etc).
Pentru distanțe lungi sunt disponibile vagoanele cușetă, de dormit și restaurant. În momentul de față (2018), cea mai lungă rută (ca durată dar și ca distanță) din România este Satu Mare–Mangalia (928 km), rută care se face în sezonul de vară în 18 ore cu un tren InterRegio.

### Trenuri în trafic internațional
În mersul trenurilor în vigoare din decembrie 2019, există perechi de trenuri din București către Viena, Budapesta și Chișinău (tot timpul anului) precum și către Sofia, Salonic și Istanbul în sezonul estival. Din principalele orașe din Ardeal pleacă trenuri spre Budapesta și Viena.

### Clase
În secolul al XIX-lea au existat 4 clase la vagoane. La începutul secolului al XX-lea au fost desființate vagoanele de clasa a IV-a, cu confort foarte redus.
Vagoanele de clasa a III-a au fost desființate prin reforma internațională a UIC (Union internationale des chemins de fer) din 1956, concretizată în România prin ordinul Ministerului Căilor Ferate nr. 152 din 27.IV.1956.
Din 1956 au existat numai 2 clase (I și a II-a) cu excepția perioadei 2006-2011 când unele trenuri Inter-City au oferit și o clasă Business.

### Servicii la care s-a renunțat

#### Trenurile EuroCity și EuroNight
EuroCity (EC) și EuroNight (EN) au fost trenuri internaționale operate de obicei de CFR în parteneriat cu companii feroviare din alte țări, în funcție de originea și destinația rutei. Aceste trenuri făceau parte din rețeaua paneuropeană feroviară. Nu toate trenurile internaționale care vin în România erau EC sau EN (majoritatea sunt clasificate ca trenuri InterRegio pe teritoriul României).

#### Serviciul business
La data de 10 decembrie 2006, CFR Călători a introdus serviciul business. Rutele pe care circulă vagoanele Business sunt:
- IC 593 București Nord–Timișoara Nord
- IC 592 Timișoara Nord–București Nord
- IC 531 București Nord–Oradea
- IC 532 Oradea–București Nord

Aceste vagoane erau destinate persoanelor cu venituri peste medie și se adresează în special oamenilor de afaceri. Vagoanele business sunt de fapt vagoane modernizate în Atelierele CFR Grivița și oferă servicii suplimentare, cum ar fi acces wireless la Internet sau instalație de climatizare. Există două clase diferite în vagoanele Business Class, Business Exclusiv (1A) și Business Standard (1B). Diferența dintre cele două clase sunt:
- Capacitate mai mică la clasa Exclusiv
- La clasa Exclusiv fiecare scaun este dotat cu un LCD, în timp ce la clasa Standard există doar 2 LCD-uri, câte unul la fiecare capet ale spațiului destinat acestei clase
- Scaune îmbrăcate în piele la clasa Exclusiv
- Costul de călătorie, mai scump la Exclusiv[8]

Datorită numărului extrem de redus de călători, serviciul a fost suspendat în 2011, vagoanele fiind realocate pentru călătorii de clasa I.

#### InterCity
Trenurile InterCity sunt cele mai folosite pentru rutele dintre marile orașe și pot fi si de zi și de noapte. Aceste trenuri au cea mai mare viteză medie dintre toate trenurile CFR (87 km/h în 2004) și folosesc cele mai moderne vagoane, putând concura cu marile trenuri europene. Din această cauză, tarifele pentru trenurile Inter-City sunt cele mai mari.
Au existat și există două tipuri de garnituri pentru trenurile InterCity: tradiționale și automotoare Desiro. Garnitura pentru trenurile tradiționale este formată din vagoane noi sau modernizate, cu aer condiționat, precum și o serie de servicii la clasa I, cum ar fi mâncare gratuită. Aceste trenuri ating cele mai mari viteze din România.
Trenurile IC au fost scoase din mersul trenurilor în 2015 din cauza imposibilității companiei de a asigura viteza minimă de 60 km/h. Compania a reluat operarea trenurilor InterCity (România) din 13 decembrie 2020.

## Material Rulant
La sfârșitul anului 2014, conform raportului de activitate al companiei, parcul inventar de mijloace tracțiune aparținând CFR Călători cuprindea:
- 359 locomotive electrice;
- 239 locomotive Diesel electrice;
- 191 locomotive Diesel hidraulice (din care 6 locomotive în parcul auxiliar 180 CP și 450 CP);
- 6 locomotive Diesel mecanice (parc auxiliar 120 CP);
- 264 automotoare, dintre care:
  - 120 automotoare Desiro;
  - 133 automotoare serii 700, 900, 1000, 282, LVT, DUEWAG;
  - 11 automotoare ADH 11;
  - 34 rame electrice Z 6100; 6300;

Parcul total de locomotive, automotoare și rame electrice este de 1093 vehicule motoare la care se adaugă 3 vagoane WIT (de încălzire).
Cele mai noi trenuri au fost cumpărate trenurile Alstom Coradia care au ajuns în 2024 . CFR a cumpărat 37 de trenuri Alstom Coradia.

## Viteza comercială
Limita de viteză pentru toate trenurile din România este de 160 km/h, disponibilă pe unele segmente de pe Coridorul european IV. Pe ruta București–Florești Prahova se poate circula cu 140 km/h.
Viteza medie a trenurilor (incluzând opririle în stații), conform rapoartelor CFR din 2004, era:
- 35 km/h pentru trenurile Regio
- 75 km/h pentru trenurile InterRegio
- 87 km/h pentru trenurile InterCity